# Opción financiera
Una opción financiera es un instrumento financiero derivado que se establece en un contrato que da a su comprador el derecho, pero no la obligación, a comprar o vender bienes o valores (el activo subyacente, que pueden ser acciones, bonos, índices bursátiles, etc.) a un precio predeterminado (strike o precio de ejercicio), hasta una fecha concreta (vencimiento). Existen dos tipos de opciones: opción de compra (call) y opción de venta (put).

## Historia de la valoración
Los modelos de valoración de opciones fueron muy simples e incompletos hasta 1973, cuando Fischer Black, Myron Scholes y Robert C. Merton publicaron el modelo de valoración de Black-Scholes-Merton. En 1997 Scholes y Merton recibieron el Premio Nobel de Economía por este trabajo.
El modelo de Black-Scholes-Merton da unos valores teóricos para las opciones put y call europeas sobre acciones que no pagan dividendos. El argumento clave es que los inversores podían, sin correr ningún riesgo, compensar posiciones largas con posiciones cortas de la acción y continuamente ajustar el ratio de cobertura (el valor delta) si era necesario. Asumiendo que el precio del subyacente sigue un paseo aleatorio, y usando métodos estocásticos de cálculo, el precio de la opción puede ser calculado donde no hay posibilidades de arbitraje. Este precio depende solo de cinco factores: el precio actual del subyacente, el precio de ejercicio, el tipo de interés libre de riesgo, el tiempo hasta la fecha de ejercicio y la volatilidad del subyacente. Finalmente, el modelo también fue adaptado para ser capaz de valorar opciones sobre acciones que pagan dividendos.
La disponibilidad de una buena estimación del valor teórico contribuyó a la explosión del comercio de opciones. Se han desarrollado otros modelos de valoración de opciones para otros mercados y situaciones usando argumentos, suposiciones y herramientas parecidos, como el modelo de Black para opciones sobre futuros, el método de Montecarlo o el modelo binomial.
Las opciones por sí mismas no llegan a un valor por su propia trayectoria, si no por la subida y bajada de su bien subyacente. Unos ejemplos de bienes subyacentes pueden ser índices, acciones, productos agrícolas, etc. Por ende, es lógico procurar las razones por la cual tiene ventajas significantes las opciones financieras. También es de mucha utilidad combinar cantidades y tipos opciones para tener mayor utilidad. Esta iniciativa es nominada como una estrategia.
A primera vista, una opción te da un beneficio porque asegura (o da la opción) al que la posee, una fijación del precio y esto lo habilita a ponerle techo o límite a la suma total de una pérdida. Otro beneficio que tienen estas opciones generan información que puede usarse para utilizar el apalancamiento. Por ejemplo, si un  inversionista, al cual le gusta gozar del apalancamiento, especula que con sus conjuntos de opciones tiene significantemente más posibilidades de tener ganancias que pérdidas, ejecuta su orden con apalancamiento.
Principalmente, se puede resumir que las dos razones con más peso de importancia para utilizar opciones son el aseguramiento y la especulación.
En el ámbito económico, las opciones ya son reconocidas como un fenómeno muy importante. El riesgo que llevan consigo es enorme(especialmente con el uso del efecto de palanca) pueden tener consecuencias graves como burbujas financieras, que al tronar generan desempleo, pobreza, etc. La crisis financiera del 2008 sobre los derivados de deuda es un evento que hace testimonio a esto.

## La opción de compra
Una opción de compra (call) da a su comprador el derecho -pero no la obligación- a comprar un activo subyacente a un precio predeterminado en una fecha concreta. El vendedor de la opción de compra tiene la obligación de vender el activo en el caso de que el comprador ejerza el derecho a comprar.

### Posibles situaciones favorables para la compra
- Cuando se prevé que una acción va a tener una tendencia alcista, ya que es más barato que la compra de acciones.
- Cuando una acción ha tenido una tendencia alcista fuerte, el inversor no ha comprado y puede pensar que está cara, pero que puede seguir subiendo, la compra de una opción de compra permite aprovechar las subidas si la acción sigue subiendo y limitar las pérdidas si la acción cae.
- Cuando se quiere comprar acciones en un futuro próximo porque se cree que van a subir pero hoy NO se dispone de los fondos necesarios, la opción de compra permite aprovechar las subidas (si al final se producen) sin tener que comprar las acciones (hoy/ahora).

### Implicaciones de la compra
- Se puede comprar la acción a un precio fijo. Este precio (precio de ejercicio) lo fija el comprador.
- Todo lo que la acción suba en la Bolsa por encima de dicho precio de ejercicio menos el precio pagado por la prima son ganancias (el diferencial de precio entre la opción y el precio de mercado, menos lo que pagaste al vendedor "prima" es la utilidad).
- Si el precio de la acción cae por debajo del precio de ejercicio, las pérdidas son limitadas y conocidas: son exactamente igual al precio pagado por la opción, es decir, la prima.
- El coste de la opción es mucho menor que el de la compra de la acción.
- El apalancamiento (relación coste de la inversión/rendimiento) es muy alto. Con pequeñas inversiones pueden obtenerse altas rentabilidades.

### Venta de una opción de compra
En la venta de una opción de compra, el vendedor recibe la prima (el precio de la opción). A cambio, tiene la obligación de vender la acción al precio fijado (precio de ejercicio), en el caso de que el comprador de la opción de compra ejerza su opción, teniendo una ganancia de la prima del comprador más la posible diferencia del precio actual y el precio estipulado.
Una opción de compra puede venderse sin haberla comprado previamente.

#### Posibles situaciones favorables para la venta
- Para asegurar ingresos adicionales una vez decidida la venta de las acciones.
- Es el caso de que no importe vender las acciones a un precio considerado suficientemente alto y recibir, además, un ingreso extra previo. Este es el caso en que se vende una opción de compra fijando un precio de ejercicio en el nivel que se desee por encima del precio actual de la acción en Bolsa. Si la acción llega a alcanzar ese precio, habrá que vender la acción, pero a un precio alto y, además, se habrá ingresado el valor de la opción

#### Implicaciones de la venta
- Genera un flujo monetario inmediato derivado del ingreso procedente de la venta de la opción.
- Retrasa el momento en que se entra en pérdidas por bajadas en el precio de la acción.
- Proporciona una atractiva rentabilidad si la acción se mantiene estable.

## La opción de venta
Una opción de venta (put) da a su poseedor el derecho -pero no la obligación- a vender un activo a un precio predeterminado hasta una fecha concreta. El vendedor de la opción de venta tiene la obligación de comprar el activo subyacente si el tenedor de la opción (comprador del derecho de vender) decide ejercer su derecho. 

### Compra de una opción de venta
Una opción de venta es un derecho a vender. La compra de una opción de venta es la compra del derecho a vender. 

#### Posibles situaciones favorables para la compra
La compra de opciones de venta se utiliza como cobertura, cuando se prevean caídas de precios en acciones que se poseen, ya que mediante la compra de una opción de venta se fija el precio a partir del cual se gana dinero. Si la acción cae por debajo de ese precio, el inversor gana dinero. Si cae el precio de la acción, las ganancias obtenidas con la opción de venta compensan en todo o en parte la pérdida experimentada por dicha caída.
Las pérdidas quedan limitadas a la prima (precio pagado por la compra de la opción de venta). Las ganancias aumentan a medida que el precio de la acción baje en el mercado.
Por tanto, es conveniente comprar una opción de venta:
- Cuando se tienen acciones y se cree que hay grandes probabilidades de que su precio caiga a corto plazo, pero se piensa el valor tiene una tendencia alcista a largo plazo, por lo que no se quiere vender dichas acciones. Con la opción de venta se obtienen beneficios si caen los precios y no se tiene que vender las acciones. De este modo se aprovecharía la futura subida de los precios de la acción. Es una forma de proteger beneficios no realizados cuando usted tiene acciones compradas. A esta operación se le conoce como "Put protectora", porque protege la inversión de caídas.
- Cuando se está convencido de que la acción va a caer y se quiere aprovechar esa caída para obtener beneficios. Si no se tienen acciones compradas previamente también interesa comprar una opción de venta, pues con ello se obtienen beneficios con las caídas de la acción.

### Venta de una opción de venta
El vendedor de una opción de venta está vendiendo un derecho por el que cobra la prima. Puesto que vende el derecho, contrae la obligación de comprar la acción en el caso de que el comprador de la opción de venta ejerza su derecho a vender.

#### Posibles situaciones favorables para la venta
- Para comprar acciones con descuento. Cuando interese comprar acciones a un precio fijo por debajo del nivel actual de precios y además con un descuento 10%. El descuento es la prima ingresada por la venta de la opción.
- Cuando se piensa que el precio de la acción va a entrar en un período de estabilidad, se está convencido de que no va a caer y que es posible que tenga ligeras subidas. En esta situación se puede fijar un precio al cual las acciones parezcan, precio a partir del cual se está dispuesto a comprar; entretanto, se ingresa la prima. El precio límite de compra es el precio de ejercicio al que se venderá la opción de venta.

## La prima de una opción
Es el precio que el comprador de una opción (put o call) paga al vendedor, a cambio del derecho (a comprar o vender el subyacente en las condiciones preestablecidas, respectivamente) derivado del contrato de opción. A cambio de la prima, el vendedor de una opción de venta está obligado a comprar el activo al comprador si este ejercita su opción. De forma simétrica, el comprador de una opción de venta tendría derecho (en caso de ejercer la opción) a vender el subyacente en las condiciones estipuladas. En el caso de una opción de compra, el comprador tiene derecho a comprar el subyacente a cambio del pago de una prima, y viceversa para el vendedor de la opción de compra. El vendedor de la opción siempre cobra la prima, con independencia de que se ejerza o no la opción. 
La prima de una opción se negocia en función de la ley de oferta y demanda que establece el mercado. No obstante, existen modelos teóricos que tratan de determinar el precio de la opción en función de una serie de parámetros:
- Precio del activo subyacente
- Precio de ejercicio
- Tipo de interés
- Dividendos a pagar (solo en opciones sobre acciones).
- Tiempo hasta vencimiento
- Volatilidad implícita

### Influencia de los tipos de interés en los precios de las opciones
- Una subida de los tipos de interés provoca una disminución del precio de una opción de venta.
- Una subida de los tipos de interés provoca un aumento del precio de la opción de compra.

En general, las variaciones de los tipos de interés no tienen gran influencia sobre el precio de las opciones, por lo que, en la práctica, no se toman en consideración. 

### Influencia de la subida de la volatilidad en el precio de las opciones
El objetivo principal de las opciones es asegurarse un precio de compra o de venta de un activo subyacente, o lo que es lo mismo, cubrirse del riesgo de la variabilidad del precio de este. Este riesgo es la volatilidad, así que podemos deducir que en un entorno de volatilidad alta las primas de las opciones serán más altas y en un entorno de volatilidad baja las primas de las opciones serán menores, o lo que es lo mismo:
- El incremento de la volatilidad provoca un aumento del precio de la opción, tanto opciones de compra como venta.
- La disminución de la volatilidad provoca el efecto contrario, es decir, la disminución de su precio.

## Tipos de opciones
- Opciones europeas: Solo pueden ser ejercidas en la fecha de vencimiento. Antes de esa fecha, pueden comprarse o venderse si existe un mercado donde se negocien.
- Opciones americanas: pueden ser ejercidas en cualquier momento entre el día de la compra y el día de vencimiento, ambos inclusive, y al margen del mercado en el que se negocien.

Las opciones más corrientes son europeas y americanas, las cuales se conocen como "plain vanilla". Otras opciones más complejas se denominan "exóticas", y dentro de estas podemos encontrar entre otras: bermuda, digitales, power, barrera, etc.
- Opciones Bermuda: solo pueden ser ejercidas en determinados momentos entre la fecha de compra y el vencimiento. Permiten el ejercicio en días particulares.
- Opciones Plain Vanilla: Son las cuatro elementales, ed. Call comprada, call vendida, put comprada y put vendida.

## Clasificación de los contratos de opción por su precio de ejercicio
Los contratos de opciones pueden ser clasificados por la diferencia entre su precio de ejercicio y el valor del activo subyacente (precio spot) en tres categorías: In the money, At the money u Out of the money. 
| Precio de ejercicio             | Opción de compra (Call)                          | Opción de Venta(Put)                             |
| ------------------------------- | ------------------------------------------------ | ------------------------------------------------ |
| Opción "In the money" (ITM)     | Precio de ejercicio < Precio Spot del Subyacente | Precio de ejercicio > Precio Spot del Subyacente |
| Opción "At the money" (ATM)     | Precio de ejercicio = Precio Spot del Subyacente | Precio de ejercicio = Precio Spot del Subyacente |
| Opción "Out of the money" (OTM) | Precio de ejercicio > Precio Spot del Subyacente | Precio de ejercicio < Precio Spot del Subyacente |

## Valor intrínseco y extrínseco de una opción
El valor intrínseco de una opción depende solamente del precio spot del subyacente y el precio de ejercicio.
- Call = max (S-K , 0)
- Put = max (K-S , 0)

(Siendo S el precio spot del activo subyacente y K el precio del ejercicio).
El valor intrínseco es el valor positivo de la diferencia entre precio de liquidación y el precio de ejercicio. Si el resultado de la resta es un valor negativo, el valor intrínseco será cero.
El valor extrínseco (temporal) es igual al valor de la prima (P) menos el valor intrínseco (VE=P-VI), por tanto depende del tiempo al vencimiento, la volatilidad del subyacente, la tasa libre de riesgo y la tasa de dividendos.
Suponga que tenemos una opción de compra (Call) con precio de ejercicio (K) de $21, el precio del subyacente es de $24, con 90 días al vencimiento y actualmente el precio de la opción (prima) es de $3.35. Aplicando las fórmulas, el valor intrínseco sería $3 ($24 - $21). Mientras que, el valor extrínseco es $0.35 (prima - valor intrínseco, $3.35 - $3).

## Estrategias con contratos de opción
Cuando un inversionista o especulador busca obtener utilidades combinando dos o más Contratos de Opción, con posición Corta y/o Larga y diferentes características, se considera una Estrategia de Opción. Las estrategias más comunes son las siguientes:
| Estrategia                                          | Implementación |
| --------------------------------------------------- | --- |
| Bull Spread (El inversor espera un mercado alcista) | 1 Call Largo + 1 Call Corto con mismo vencimiento. El precio de ejercicio de la posición larga es menor que el de la posición corta. o 1 Put Largo + 1 Put Corto con mismo vencimiento. El precio de ejercicio de la posición larga es menor que el de la posición corta.       |
| Bear Spread (El inversor espera un mercado bajista) | 1 Call Largo + 1 Call Corto con el mismo vencimiento. El precio de ejercicio de la posición larga es mayor que el de la posición corta. o 1 Put largo + 1 put corto con el mismo vencimiento. El precio de ejercicio de la posición larga es mayor que el de la posición corta. |
| Straddle Largo (Mercado con alta volatilidad)       | 1 Call Largo + 1 Put Largo con los mismos vencimientos y precios de ejercicio. |
| Straddle Corto (Mercado con volatilidad estable)    | 1 Call Corto + 1 Put Corto con los mismos vencimientos y precios de ejercicio. |
| Strangle Largo (Mercado con alta volatilidad)       | 1 Call Largo + 1 Put Largo con el mismo vencimiento. El precio de ejercicio del put es menor que el del call. |
| Strangle Corto (Mercado con volatilidad estable)    | 1 Call Corto + 1 Put Corto con el mismo vencimiento. El precio de ejercicio del put es menor que el del call. |
| Mariposa Corta                                      | 1 Call Corto con precio de ejercicio K1 + 2 Call Largos con precio de ejercicio K2 + 1 Call Corto con precio de ejercicio K3. Los precios de ejercicios son K1 < K2 < K3. |
| Mariposa Larga                                      | 1 Call largo con precio de ejercicio K1 + 2 Call cortos con precio de ejercicio K2 + 1 Call largo con precio de ejercicio K3. Los precios de ejercicios son K1 < K2 < K3. |